# 2045 Peking
2045 Peking este un asteroid din centura principală, descoperit pe 8 octombrie 1964 de Observatorul Zijinshan.